# 三菱化学エムケーブイ
三菱化学エムケーブイ株式会社（みつびしかがく-、Mitsubishi Chemical MKV Company）は、かつて存在した日本の化学会社である。
1952年（昭和27年）に設立されたモンサント化成工業に源を発し、三菱化成工業（現・三菱ケミカル）の関連会社として、塩化ビニル関連事業（ポリ塩化ビニル・可塑剤・コンパウンド・フィルム）、スチレン関連事業（ポリスチレン・AS樹脂・ABS樹脂）などを手がける。
幾度かの分離再編を経て、2008年に三菱化学グループ再編に伴い、三菱樹脂へ統合された。

## 沿革
- 1952年 - 三菱化成工業とモンサントとの合弁でモンサント化成工業設立。三菱化成工業の塩化ビニル関連事業を承継。
- 1953年 - 可塑剤の生産を開始。
- 1957年 - ポリスチレンの生産を開始。
- 1958年 - 三菱モンサント化成へ改称。
- 1959年 - 四日市ぜんそくが確認される。
- 1961年 - AS樹脂の生産を開始。
- 1966年 - ABS樹脂の生産開始。

塩化ビニル関連事業
- 1983年 - 三菱モンサント化成から塩化ビニル関連事業を分離独立させ、三菱モンサント化成ビニル発足。

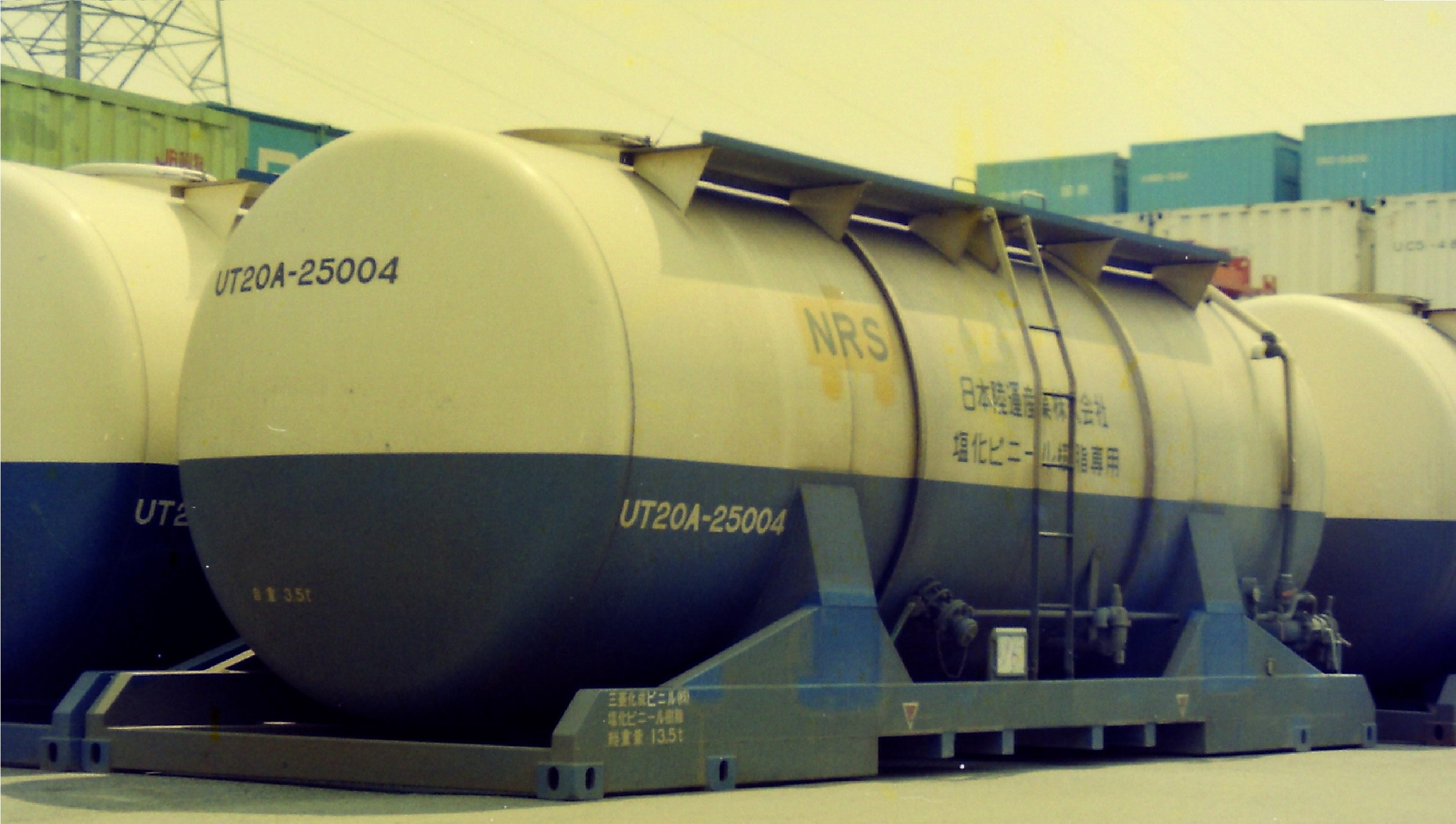
日本陸運産業から借り受けて、三菱化成ビニルが専用使用していた私有10t積み22.6ft型、UT20A-25004タンクコンテナ。
（東水島駅にて、1989年6月2日撮影。）

- 1985年 - 三菱化成ビニルに改称。（略称：MKV）
- 1994年 - 三菱化学エムケーブイへ改称、ポリ塩化ビニルと可塑剤を三菱化学へ移管。
- 1999年 - 住友ベークライトと合併でアプコを設立し、コンパウンド事業を分離。
- 2004年 - 三井化学プラテック（現・三井化学ファブロ）と合併でMKVプラテック設立し、農業用フィルムを分離。
- 2007年 - 住友ベークライト資本撤退により、アプコを三菱化学へ統合。
- 2008年 - 三菱化学エムケーブイを三菱樹脂へ統合。

スチレン関連事業
- 1990年 - 三菱モンサント化成からスチレン関連事業を分離独立させ、三菱化成ポリテック発足。
- 1994年 - 三菱モンサント化成よりモンサント資本撤退。三菱モンサント化成と三菱化成ポリテックは三菱化学へ統合。

## 事業継承会社
- ポリ塩化ビニル：ヴイテック（2011年解散）
- 可塑剤：ジェイ・プラス
- コンパウンド：三菱化学
- フィルム：三菱樹脂
- 農業用フィルム：MKVドリーム（三菱樹脂グループ）
- ポリスチレン：PSジャパン
- ABS樹脂：テクノポリマー